# 칼랴진

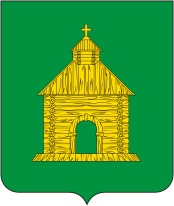
시 문장

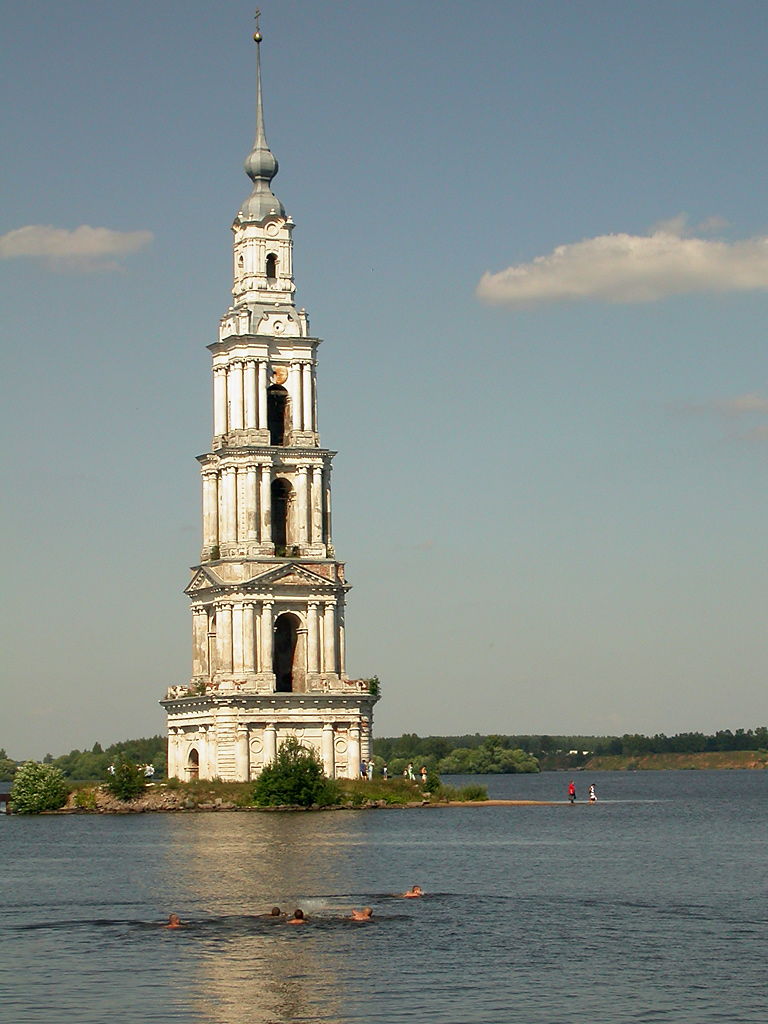
댐 건설로 수몰되고 남은 수도원의 종탑

칼랴진(러시아어: Каля́зин)은 러시아 트베리주 동부에 위치한 도시로, 인구는 14,820명(2002년 기준)이다. 볼가강과 접하며 카신에서 남동쪽으로 25km, 세르기예프포사트에서 북쪽으로 110km, 우글리치에서 남서쪽으로 55km 정도 떨어진 곳에 위치한다. 12세기 슬로보다가 건설되었고 1775년 시로 승격되었다.